# 구태훈 (드러머)
구태훈(具泰勳, 1972년 12월 18일 ~ )는 대한민국의 음악 그룹 자우림에 속한 드러머이다. 현재 소속사는 사운드홀릭이며 사운드홀릭의 대표이사이다. 1993년 군복무 시절에 김윤아를 만나 같이 풀카운트 활동을 하다가, 이벤트 회사에 취직돼 밴드 생활을 그만 두었다. 그러나 96년 김윤아, 김진만, 이선규가 만든 데모테잎을 듣고 이벤트 회사에서 '무대 디자이너'로 일하던 것을 그만두고 밴드생활을 다시 하게 되었다. 잘 알려지지 않은 사실이지만 자우림 이전 허클베리 핀 멤버와 3인조 댄스그룹으로 데뷔를 할 뻔한 적이 있다. 2017년 6월 28일 개인적인 사정으로 인해 자우림 활동 잠정 중단을 밝혔다.

## 학력
- 서울난향초등학교
- 남강중학교
- 계원조형예술대학 디자인과